# 箏協奏曲 (藤倉大)
箏協奏曲（こときょうそうきょく）は、藤倉大が2020年に作曲した箏のための協奏曲である。

## 概要
箏奏者であるLEOから個人委嘱を受けて作曲された。LEOの委嘱で2019年に初演された藤倉大の「竜」がベースとなっている。
藤倉は演奏家と綿密にコミュニケーションをとり楽器の奏法や演奏家の性格を深く理解しながら作曲を進めることが多く、この曲もLEOとオンライン上で何度もやり取りをしながら作曲された。
オーケストラ版と室内楽版がある。

## 演奏時間
25分程度

## 初演

### オーケストラ版
2021年4月30日、サントリーホールでLEOの箏、鈴木優人の指揮、読売日本交響楽団により世界初演された。ただし、新型コロナウイルスによる緊急事態宣言の発令で無観客演奏となった。この時のライヴ録音はCD化されている。

### 室内楽版
2021年10月22日、紀尾井ホールでLEOの箏、坂入健司郎の指揮、14人の奏者によって世界初演された。

## 楽器編成

### 室内楽版
独奏箏（13弦）、フルート（ピッコロ持ち替え）、オーボエ、B♭管クラリネット、ファゴット（コントラファゴット持ち替え）、F管ホルン、B♭管トランペット（ストレートミュート、ハーマンミュート）、トロンボーン（ストレートミュート、ハーマンミュート）、ヴィブラフォン、ピアノ、ヴァイオリン2、ヴィオラ、チェロ、コントラバス